# لورانس باتريك
لورانس باتريك (بالإنجليزية: Lawrence Patrick)‏ هو مهندس أمريكي، ولد في 1920 في ديترويت في الولايات المتحدة، وتوفي في 30 أبريل 2006 في هينديرسونفيل في الولايات المتحدة بسبب مرض باركنسون.